# Gabriela Irimia
Gabriela Irimia (Călărași, 27 gennaio 1990) è una cestista rumena.

## Carriera
Con la Romania ha disputato i Campionati europei del 2015.